# Keith David
Pour les articles homonymes, voir David.
Ne doit pas être confondu avec David Keith.
Keith David, né le 4 juin 1956 à Harlem, quartier de New York, est un acteur américain.
Il participe notamment aux films The Thing (1982), Invasion Los Angeles (1988), Armageddon (1998), Les Chroniques de Riddick (2000-2004), Requiem for a Dream (2001) et Cloud Atlas (2012). Il apparait dans la sixième saison de la série Community en 2015 dans le rôle d'Elroy Patashnik et participe entre 2016 et 2020 à la série Greenleaf, dans laquelle il tient le rôle du révérend James Greenleaf.
Il interprète également de nombreux personnages depuis plusieurs années dans le milieu de l'animation, de la scène vidéoludique et radiophonique. Il prête notamment son timbre vocal à Goliath dans Gargoyles (1994-1997), à Spawn dans la série homonyme (1997-1999), à Arbiter dans les jeux Halo (2004-), à Julius Little dans la série de jeux Saints Row (2006-), au capitaine David Anderson dans la trilogie de jeux Mass Effect (2007-2012), au Dr Facilier dans La Princesse et la Grenouille (2009), au Chat dans Coraline (2009), au roi des Flammes dans Adventure Time (2012-2017), ou encore au président des États-Unis dans Rick and Morty (2015-).

## Biographie
En 1982, il fait partie de la distribution du film horrifique The Thing de John Carpenter. Dans ce huis clos horrifique et enneigé, l'acteur tient le rôle de Childs, un des membres d'une station de recherche basée en Antarctique qui doivent survivre à une forme de vie parasite extraterrestre capable d'assimiler puis d'imiter les autres organismes.
Il retrouve John Carpenter en 1986 qui lui donne le rôle de Frank Armitage dans le film Invasion Los Angeles (They Live).
De 1994 à 1996, il prête sa voix à Goliath dans la série d'animation Gargoyles, puis de 1996 à 1997 dans la série Gargoyles: The Goliath Chronicles. Parmi les personnages à qui il a donné sa voix, il déclare en 2022 que Goliath est son préféré.
De 1997 à 1999, il prête sa voix au personnage de comics Spawn dans la série d'animation Todd McFarlane's Spawn. En 1997, il est également la voix du chef criminel Decker dans le jeu vidéo de rôle post-apocalyptique Fallout.
En 1998, il fait partie de la large distribution du film catastrophe Armageddon de Michael Bay, dans lequel il tient le rôle du général Kimsey. Il joue également le beau-père de Cameron Diaz dans la comédie Mary à tout prix de Peter et Bob Farrelly.
En 2004, il prête sa voix à Arbiter dans le jeu Halo 2. Il reprend le rôle en 2007 dans Halo 3 et en 2015 dans Halo 5: Guardians.
En 2006, il prête sa voix à Julius dans le jeu vidéo Saints Row. Il retrouve le personnage dans le reste de la franchise, à savoir Saints Row 2 en 2008 et Saints Row IV en 2013. Dans ce dernier, il tient également son propre rôle, son personnage étant le vice-président des États-Unis.
De 2007 à 2012, il prête sa voix à l'amiral David Anderson dans la trilogie vidéoludique de science fiction Mass Effect,,.
En 2009, il prête sa voix au Dr Facilier dans le film d'animation La Princesse et la Grenouille (The Princess and the Frog) des studios Disney.
En 2012, il tient plusieurs rôles dans le film de science fiction Cloud Atlas des Wachowski et de Tom Tykwer.
En 2015, il intègre la distribution principale de la sitcom Community de Dan Harmon qui le voit tenir le rôle de Elroy Patashnik dans sa sixième et dernière saison. La même année, il prête sa voix au personnage de Reverse Giraffe dans l'épisode Total Rickall de la deuxième saison de la série d'animation de science-fiction Rick and Morty. 
Dans la même saison, il prête pour la première fois sa voix au président des États-Unis, rôle qu'il reprend régulièrement par la suite,,.
En 2016, il joue le rôle secondaire d'un homme de main dans la comédie policière The Nice Guys de Shane Black, avec Russel Crowe et Ryan Gosling dans les rôles principaux.
De 2018 à 2020, il prête sa voix à Bolo dans la série d'animation Final Space.
En 2020, il reprend le rôle de Spawn dans un contenu téléchargeable du jeu de combat Mortal Kombat 11.
En 2021, il fait la narration de la seconde saison de la série anthologique Love Life. Il prête également sa voix au personnage de DC Comics Mister Bones durant la deuxième saison de la série Stargirl. Il reprend le rôle l'année d'après dans la troisième et dernière saison.
En 2022, il incarne le père d'Eliot Spencer, joué par Christian Kane, dans un épisode de deuxième saison de la série Leverage: Redemption. Durant une interview, il déclare avoir rejoint la distribution car il est un grand fan de la série Leverage, qui précède ce revival. Il prête la même année sa voix au Caïd dans la fiction audio Marvel's Wastelanders: Doom, cinquième série de podcasts Marvel's Wastelanders, au père de Krypto dans Krypto et les Super-Animaux centré sur l'équipe Legion of Super-Pets (en), au super-vilain  Tobias Whale (en) dans le film Catwoman: Hunted, ainsi qu'à Mr. Rager (en) dans le special Entergalactic,,,.
En 2023, il incarne le père d'Albert « Gib » Gibson Jr., joué par Omar Benson Miller, dans un épisode de la série True Lies. Il tient également le rôle d'un juge ayant survécu à une tentative d'assassinat dans le premier épisode de la mini-série Justified: City Primeval, suite de la série Justified portée par Timothy Olyphant. Durant l'annuel San Diego Comic-Con, l'acteur est annoncé dans le rôle de l'antagoniste Hordak, qui doit apparaitre dans la série d'animation Les Maîtres de l'Univers : Révolution, suite de la série Les Maîtres de l'univers : Révélation diffusée en 2021, elle-même suite de la série Les Maîtres de l'Univers diffusée en 1983 et 1984.
En août, le studio Bungie annonce que Keith David sera la nouvelle voix du commandant Zavala à partir de l'extension The Final Shape du jeu de science fiction Destiny 2 qui doit sortir en 2024. Ainsi, l'acteur remplace Lance Reddick qui est décédé en mars de la même année. Le personnage conserve tout de même la voix de l'acteur pour ce qui est des répliques déjà enregistrées.
Enfin, il retrouve Dan Harmon pour les besoins de la série d'animation Krapopolis qui puise dans la mythologie grecque et dans laquelle il prête sa voix au roi Asskill.
En 2024, il prête sa voix au démon Husk dans la série d'animation Hazbin Hotel.

## Filmographie
Sauf indication contraire, les informations mentionnées dans cette section peuvent être confirmées par la base de données cinématographiques IMDb,  présente dans la section « Liens externes ».

### Cinéma

#### Films
- 1979 : Disco Godfather (en) de J. Robert Wagoner : Club patron
- 1982 : The Thing de John Carpenter : Childs
- 1986 : Platoon d'Oliver Stone : King
- 1987 : Hot Pursuit : Alphonso
- 1988 : Portés disparus 3 (Braddock: Missing in Action III) : Embassy Gate Captain
- 1988 : Saigon, l'enfer pour deux flics (Off Limits) : Maurice
- 1988 : Un Anglais à New York (Stars and Bars) : Eugene Teagarden
- 1988 : Bird de Clint Eastwood : Buster Franklin
- 1988 : Invasion Los Angeles (They Live) de John Carpenter : Frank Armitage
- 1989 : Road House : Ernie Bass
- 1989 : Always de Steven Spielberg : Powerhouse
- 1990 : Men at Work : Louis Fedders
- 1990 : Désigné pour mourir (Marked for Death) : Max
- 1992 : Sang chaud pour meurtre de sang-froid (Final Analysis) de Phil Joanou : Detective Huggins
- 1992 : Article 99 : Luther Jermoe
- 1994 : Génération 90 (Reality Bites) : Roger
- 1994 : Notes in a Minor Key : Kansas
- 1994 : Les Maîtres du monde (The Puppet Masters) de Stuart Orme : Alex Holland
- 1995 : Mort ou vif (The Quick and the Dead) de Sam Raimi : Sgt. Cantrell
- 1995 : Brooklyn Boogie (Blue in the Face) : Jackie Robinson
- 1995 : Clockers de Spike Lee : André the Giant
- 1995 : Génération sacrifiée (Dead Presidents) : Kirby
- 1996 : Loose Women : Stylist #1
- 1996 : The Grave : The Priest
- 1996 : Au-delà des lois (Eye for an Eye) : Martin
- 1996 : Un éléphant sur les bras (Larger Than Life) : Hurst
- 1996 : Johns : Homeless John
- 1996 : Never Met Picasso : Larry
- 1997 : Flipping : Leo Richards, Gang Leader
- 1997 : Volcano : Police Lieutenant Ed Fox
- 1997 : Pleins feux sur le président (Executive Target) : Lamar
- 1998 : Armageddon : General Kimsey
- 1998 : Mary à tout prix (There's Something About Mary) : Mary's Dad
- 2000 : Dark Summer (Innocents) : Detective Davis
- 2000 : Pitch Black : Abu 'Imam' al-Walid
- 2000 : Où le cœur nous mène (Where the Heart Is) : Moses Whitecotten
- 2000 : Requiem for a Dream : Big Tim
- 2000 : Les Remplaçants (The Replacements) : Lindell
- 2001 : G Spots? : The King
- 2001 : Home Invaders : Matador
- 2001 : Novocaïne (Novocaine) : Detective Lunt* 2001 : Pretty When You Cry : Detective Charles Desett
- 2002 : Hung-Up : Mervin
- 2002 : 29 Palms : The Sheriff
- 2002 : Barbershop de Tim Story : Lester Wallace
- 2003 : Cody Banks, agent secret (Agent Cody Banks) : CIA Director
- 2003 : Président par accident (Head of State) : Bernard Cooper
- 2003 : Hollywood Homicide : Leon
- 2004 : Cody Banks, agent secret 2 : Destination Londres (Agent Cody Banks 2: Destination London) : Directeur de la CIA
- 2004 : Les Chroniques de Riddick (The Chronicles of Riddick) : Imam
- 2004 : Collision (Crash) de Paul Haggis : Lt. Dixon
- 2005 : Mr. et Mrs. Smith (Mr. & Mrs. Smith) : Père
- 2005 : Le Transporteur 2 (The Transporter 2) : Stappleton
- 2005 : Dirty : Captain Spain
- 2006 : The Oh in Ohio : Coach Popovitch
- 2006 : ATL : John Garnett
- 2007 : If I Had Known I Was a Genius : Dad
- 2007 : Delta Farce : Sergent Kilgore
- 2007 : The Last Sentinel : Colonel Norton / Gun Voice 2
- 2008 : Seducing Spirits : Pastor Bob
- 2008 : Beautiful Loser : Morgan adulte
- 2008 : Le Gospel du bagne (First Sunday) : Juge B. Bennet Galloway
- 2008 : Super Héros Movie (Superhero Movie) : le chef de la police
- 2008 : Enquête rapprochée (My Mom's New Boyfriend) : Chef du FBI Conrad
- 2008 : The Sensei : Ministre
- 2008 : No Bad Days : Terrence
- 2008 : Le 5ème commandement (The Fifth Commandment) : Max "Coolbreeze" Templeton
- 2009 : Charlie Valentine : Sal
- 2009 : Blue de Ryan Miningham : Terry Venable
- 2009 : Don McKay : Otis Kent
- 2009 : The Butcher : Larry Cobb
- 2009 : Ultimate Game (Gamer) : Agent Keith
- 2009 : All About Steve : Corbitt
- 2010 : Chain Letter : Det. Jim Crenshaw
- 2010 : Something Like a Business : Sebastian
- 2010 : Panique aux funérailles (Death at a Funeral) : Reverend Davis
- 2010 : Spork : Coach Jenkins
- 2010 : Meet Monica Velour : Claude
- 2010 : Steppin' 2 (Stomp the Yard 2: Homecoming) : Terry Harris
- 2010 : Chasing 3000 (en) : Officer L.
- 2010 : Lottery Ticket : Sweet Tee
- 2010 : Pastor Brown : Pastor Brown
- 2010 : Now Here : Detective Brinkman* 2012 : Smiley : Diamond
- 2012 : Cloud Atlas : Kupaka, Napier, An-Kor Apis et Prescient
- 2013 : Assaut sur Wall Street (Assault on Wall Street) : Freddy
- 2016 : The Nice Guys : L'homme de main âgé
- 2016 : Nina de Cynthia Mort : Le père de Nina Simone
- 2019 : Manhattan Lockdown (21 Bridges) de Brian Kirk : adjoint-chef Spencer
- 2019 : The Wedding Year de Robert Luketic
- 2022 : Nope de Jordan Peele : Otis Haywood Sr.
- 2023 : Shelby Oaks de Chris Stuckmann :  [Qui ?]
- 2023 : American Fiction de Cord Jefferson

#### Films d'animation
- 1997 : Hercule (Hercules) : Apollo
- 1997 : Princesse Mononoké (Mononoke Hime) (voix version américaine) : Okkoto / voix additionnelles (doublage, version américaine)
- 2001 : Final Fantasy : Les Créatures de l'esprit (Final Fantasy: The Spirits Within) : le membre du conseil 1
- 2003 : Kaena, la prophétie  Voxem (doublage, version américaine)
- 2009 : Coraline : le Chat
- 2009 : La Princesse et la Grenouille (The Princess and the Frog) : Dr Facilier
- 2022 : Entergalactic de Fletcher Moules : Mr. Rager (en)
- 2022 : Krypto et les Super-Animaux (DC League of Super-Pets) de Jared Stern et Sam Levine :  Dog-El, le père de Krypto
- 2022 : Catwoman: Hunted de Shinsuke Terasawa : Tobias Whale (en)

### Télévision

#### Téléfilms
- 1980 : The Pirates of Penzance : Chorus
- 1988 : Strip-tease fatal (Ladykillers) : ?
- 1990 : Meurtre en noir et blanc (Murder in Black and White) : Martin
- 1992 : Nails : Noah Owens
- 1993 : The Last Outlaw : Lovecraft
- 1993 : There Are No Children Here : John Paul Rivers
- 1997 : Vanishing Point : Warren Taft
- 1997 : Arabesque: La Peur aux trousses (Murder, She Wrote: South by Southwest) : Algric Bartles
- 1997 : Don King: Only in America : Herbert Muhammad
- 1998 : The Tiger Woods Story : Earl Woods
- 1999 : Unité spéciale - Une femme d'action (ATF) : F.B.I. Director Richard Long
- 2001 : Semper fidelis : Gunnery Sgt. Brinkloff
- 2002 : Miss Miami : ?
- 2008 : SIS : Joseph Armstrong

#### Séries télévisées
- 1985 : Mister Rogers' Neighborhood (série télévisée) : Keith the Southwood Carpenter
- 1988 : Equalizer (The Equalizer) (série télévisée) : Cristo
- 1989 : A Man Called Hawk (série télévisée) : Jesse
- 1990 : Against the Law (série télévisée) : Otis Turnbull
- 1991 : Screen Two (série télévisée) : Will
- 1993 : Les Aventures du jeune Indiana Jones (The Young Indiana Jones Chronicles) (série télévisée) : King Oliver
- 1993 : Tribeca (série télévisée) : Lou
- 1993 : American Playhouse (série télévisée) : Big Willie
- 1996 : New York Undercover (série télévisée) : Rev. Harris
- 2000 : Au-delà du réel : L'aventure continue (The Outer Limits) (série télévisée) : Ian Merit
- 2001 : New York, police judiciaire (Law & Order) (série télévisée) : Robertson
- 2001 : PBS Hollywood Presents (série télévisée) : ?
- 2001 : Going to California (série télévisée) : Paradise
- 2001 : The Job (série télévisée) : Lt. Williams
- 2002 : Arliss (Arli$$) (série télévisée) : Cecil Pickett
- 2003 : Les Experts (CSI: Crime Scene Investigation) (série télévisée) : Matt Phelps
- 2004 : The Big House (série télévisée) : Clarence Cleveland
- 2005 : Grey's Anatomy (série télévisée) : Lloyd Mackie (saison 1, épisode 3)
- 2005 : Everwood (série télévisée) : Brian
- 2006-2007 : Urgences (ER) : pasteur Watkins (saison 13, 5 épisodes)
- 2006-2007 : Sept à la maison (7th Heaven) : Stanley Sunday (saison 11, 4 épisodes)
- 2007 : Independent Lens (série télévisée) : le narrateur
- 2008 : Canterbury's Law : Miles Grant (2 épisodes)
- 2008 : Psych : Enquêteur malgré lui (Psych) : Mr. Guster (saison 3, épisode 9)
- 2009 : World War Two - Behind Closed Doors : le narrateur
- 2009 : Numb3rs : Jeremiah Miller (saison 6, épisode 5)
- 2010 : Funn2010: or Die Presents… : Sleeping (saison 1, épisode 6)
- 2010 : Hawaii 5-0 : Jimmy Cannon (saison 1, épisode 20)
- 2011 : The Cape (série télévisée) : Max Malini (10 épisodes)
- 2012 et 2015 : Community : le narrateur (saison 3, épisode 14) et Elroy Patashnik (saison 6, 12 épisodes)
- 2015 : Person of Interest : Terence Beale (saison 5, épisode 3)
- 2015 : Extant : Nicholas Calderon (saison 2, épisode 11)
- 2016-2020 : Greenleaf : Révérend James Greenleaf (60 épisodes)
- 2017 : Future Man : Dr Elias Kronish (5 épisodes)
- 2017 : Speechless : le colonel (saison 2, épisode 7)
- 2017-2020 : Flash : Solovar (en) (voix, 3 épisodes)
- 2020 : NCIS : Nouvelle-Orléans : Gene Holloway (2 épisodes)
- 2020 : MacGyver : Burke (saison 4, épisode 8)
- 2020 : The Good Lord Bird : Herbert (saison 1, épisode 1)
- 2020 : Woke : Bible (saison 1, épisode 6)
- 2020 : Black-ish : Loose Craig (saison 6, épisode 20)
- 2021 : Love Life : le narrateur (saison 2, 10 épisodes)
- 2021 : Creepshow : Murdoch (saison 2, épisode 2)
- 2021-2022 : Stargirl : Mister Bones (voix, saisons 2 et 3, 3 épisodes)
- 2022 : From Scratch : Hershel (8 épisodes)
- depuis 2022 : Leverage: Redemption : Billy Spencer (saison 2, épisode 10 - en cours)
- 2023 : True Lies : Al (épisode 7)
- 2023 : Justified: City Primeval : le juge Alvin Guy (épisode 1)

. 2025 : Duster : Ezra Saxton

#### Téléfilms d’animation
- 1988 : Christmas in Tattertown : Saxophone
- 1991 : 3×3 Eyes (Sazan aizu) : Mama (version américaine)
- 1995 : Yellowstone: Realm of the Coyote : Narrateur
- 1995 : Gargoyles, le film : Les Anges de la nuit (Gargoyles: The Heroes Awaken) : Goliath
- 1998 : Gargoyles: Brothers Betrayed : Goliath
- 1998 : Gargoyles: The Force of Goliath :  Goliath
- 1998 : Gargoyles: The Hunted : Goliath
- 1998 : Gargoyles: Deeds of Deception :  Goliath
- 1999 : Spawn 3: Ultimate Battle : Spawn
- 2004 : Les Chroniques de Riddick : Dark Fury (The Chronicles of Riddick: Dark Fury) : Abu 'Imam' al-Walid
- 2005 : The Proud Family Movie : Bebe Clone
- 2007 : The Color Purple: The Color of Success : Narrateur
- 2008 : Justice League: The New Frontier : The Centre

#### Séries d'animation
- 1994 : Aladdin : Minos
- 1994 : Les Quatre Fantastiques (Fantastic Four) : Black Panther
- 1994-1996 : Gargoyles, les anges de la nuit : Goliath
- 1996 : Timon et Pumbaa (Timon and Pumbaa) : M. Pig (saison 4, épisode 3)
- 1996-1997 : Gargoyles: The Goliath Chronicles : Goliath
- 1997-1999 : Spawn : Spawn
- 1998 : Hercule (Hercules) : Apollo (2 épisodes)
- 2001 : Disney's tous en boîte : Mufasa (saison 1, épisode 1)
- 2001 : La Légende de Tarzan (The Legend of Tarzan) : Tublat (3 épisodes)
- 2003 : Spider-Man : Les Nouvelles Aventures (Spider-Man) : l'agent du FBI Moseley (2 épisodes)
- 2003 : La Ligue des justiciers (Justice League) : Despero (2 épisodes)
- 2004 : Teen Titans : Les Jeunes Titans (Teen Titans) : Atlas (saison 2, épisode 4)
- 2008 : Spectacular Spider-Man (The Spectacular Spider-Man) : Big Man (saison 1, épisode 1)
- 2012-2017 : Adventure Time : le roi des Flammes (8 épisodes)
- 2015 : Archer : Lemuel Kane (saison 6, épisode 8)
- depuis 2015 : Rick and Morty : Reverse Giraffe (saison 2, épisode 4) et le président des États-Unis  (9 épisodes - en cours)
- 2016 : Kulipari (en) : Lord Marmoo (13 épisodes)
- 2018-2021 : Final Space : Bolo (10 épisodes)
- 2019-2020 : The Last Kids on Earth (en) : Thrull (8 épisodes)
- 2020 : Les Griffin (Family Guy) : le narrateur du documentaire sur le jazz (saison 18, épisode 11)
- 2020 : JJ Villard's Fairy Tales (en) : Lionel (saison 1, épisode 5)
- 2020-2021 : La Colo magique (Summer Camp Island) : Litophone (saison 3, épisode 9) et Tummy (saison 4, épisode 13)
- 2020-2022 : Amphibia : le roi Andrias Leviathan (15 épisodes)
- 2021 : Central : Ward Wittlinger (saison 2, épisode 4)
- 2021 : Close Enough : le mug de Campbell (saison 2, épisode 6)
- 2021 : La Bande à Picsou (Ducktales) : Manny (saison 3, épisode 22)
- 2022 : Le Monde Merveilleux de Mickey : le narrateur (saison 2, épisode 22)
- depuis 2022 : Firebuds : Manny Kablamee (saison 1, épisode 11 - en cours)
- depuis 2023 : Cool Attitude, encore plus cool (The Proud Family: Louder and Prouder) : Clone bébé (saison 2, épisode 8 - en cours)
- depuis 2023 : Chibiverse (en) : le roi Andrias Leviathan (saison 1, épisode 4 - en cours)
- depuis 2023 : Krapopolis : le roi Asskill (4 épisodes - en cours)
- courant 2024 : Hazbin Hotel : Husk
- date inconnue : Les Maîtres de l'Univers : Révolution : Hordak

### Vidéo
- 1998 : Behind the Zipper with Magda : Charlie Jensen
- 2006 : En territoire ennemi 2 (Behind Enemy Lines II: Axis of Evil) : MCPO Scott Boytano
- 2009 : En territoire ennemi : Mission Colombie (Behind Enemy Lines: Colombia) : Cmdr. Scott Boytano
- 2009 : Against the Dark : le lieutenant Waters

## Jeux vidéo
- 1997 : Fallout (Fallout: A Post-Nuclear Role-Playing Game) : Decker
- 1999 : Planescape: Torment : Vhailor
- 2003 : Lords of EverQuest : Lord Vekk
- 2004 : Halo 2 : Arbiter
- 2006 : Saints Row : Julius
- 2007 : Transformers, le jeu (Transformers: The Game) : Barricade
- 2007 : Halo 3 : Arbiter
- 2007 : Mass Effect : le capitaine David Anderson
- 2008 : Saints Row 2 : Julius Little
- 2008 : Dissidia: Final Fantasy (Dishidia Fainaru Fantajī) : Chaos
- 2009 : Coraline : le chat
- 2009 : Call of Duty: Modern Warfare 2 : Sergeant Foley
- 2010 : Mass Effect 2 : David Anderson
- 2012 : Mass Effect 3 : Amiral Anderson
- 2013 : Saints Row 4 : Lui-même
- 2015 : Halo 5: Guardians : Arbiter
- 2019 : Mortal Kombat 11 : Spawn
- 2019 : Darksiders Genesis : Moloch
- courant 2024 : Destiny 2 : commandant Zavala (2e voix, à partir de l'extension The Final Shape)

## Fiction audio
- 2022 : Marvel's Wastelanders: Doom : le Caïd

## Voix francophones
En version française, Keith David est notamment doublé de manière sporadique à ses débuts par Med Hondo dans Platoon, Saigon, l'enfer pour deux flics, Men at Work, Désigné pour mourir, Armageddon, Président par accident et The Job. Durant cette période, l'acteur est notamment doublé par Jacques Richard dans The Thing, Bernard Bollet dans Invasion Los Angeles, Pascal Légitimus dans À la poursuite de Lori, Pascal Renwick dans Article 99, Jacques Martial dans Les Maîtres du monde, Gérard Rinaldi dans Sang chaud pour meurtre de sang-froid, Yves-Marie Maurin dans Génération 90, Joël Zaffarano dans Clockers ou encore par Mario Santini dans Volcano.
Après l'avoir doublé entre 1995 et 2004 dans Mort ou vif, Mary à tout prix, Barbershop, Cody Banks, agent secret et sa suite, Thierry Desroses, devient sa voix régulière au début des années 2010, le doublant, entre autres, dans The Cape, Enlisted, Person of Interest, Nina, The Good Lord Bird et Le Goût de vivre. En parallèle, Philippe Dumond lui fait concurrence. Il lui prête sa voix à sept reprises, notamment dans En territoire ennemi 2 et 3, Panique aux funérailles, NCIS : Nouvelle-Orléans ou plus récemment dans Justified: City Primeval. Saïd Amadis l'a aussi doublé à quatre reprises dans Pitch Black, Les Chroniques de Riddick, Coraline et Cloud Atlas.
À titre plus exceptionnel, il est doublé par de nombreux comédiens tels qu'Igor de Savitch dans Mr et Mrs. Smith, Benoît Allemane dans Dirty, Jean-Michel Martial dans Le Transporteur 2, Bernard Lanneau dans Urgences, Philippe Bozo dans Sept à la maison, Patrick Descamps dans All About Steve, Jean-Paul Pitolin dans Ultimate Game, Gérard Dessalles dans The Nice Guys, Jean-Michel Vovk dans Greenleaf, Pascal Racan dans Back to School, Antoine Tomé dans The Gateway, Rody Benghezala dans Nope et Yann Pichon dans Mauvaise connexion ! (en).